# Karelische Landengte

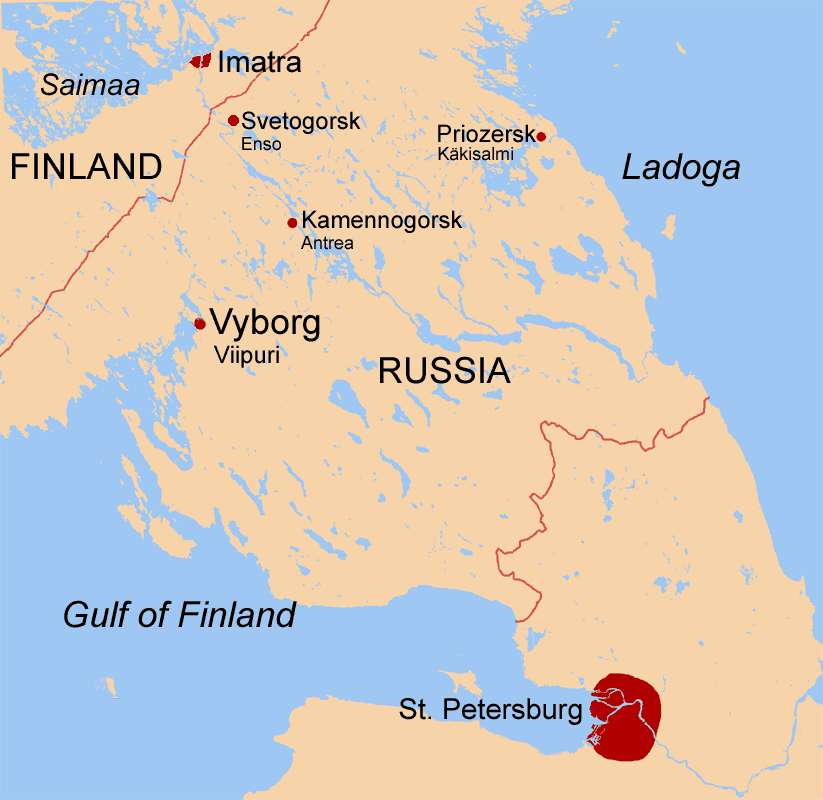
De Karelische Landengte met in het noordwesten de huidige Fins-Russische grens en in het zuiden de grens van voor 1939

De Karelische Landengte (Fins: Karjalankannas, Russisch: Карельский перешеек) is een smalle strook land tussen de Finse Golf en het Ladogameer in het noordwesten van Rusland. De belangrijkste stad is Sint-Petersburg.
In het eerste millennium na Christus leefden Fins-Oegrische volkeren op de landengte. In de 11e eeuw streden Zweden en Novgorod over de rechten van belastinginning. Zweden verwierf het recht in het gebied rond Vyborg, Novgorod het overige deel.
Gedurende de 17e eeuw verwierf Zweden de gehele Karelische Landengte, alsmede het zuidelijker gelegen Ingermanland. Tijdens de Grote Noordse Oorlog werd Ingermanland heroverd op de Zweden en in 1703 werd op de plek van een Zweedse vestiging de nieuwe keizerlijke residentie Sint-Petersburg gebouwd. Na de Vrede van Nystad in 1721 behoorde de landengte tot 1812 tot het Keizerrijk Rusland, toen het noordwestelijke deel bij het (semi-)autonome groothertogdom Finland werd gevoegd.
Vanwege het milde klimaat, rijke viswateren en de nabijheid van Sint-Petersburg werd het een van de welvarendste gebieden van Finland. Na de Finse onafhankelijkheid in 1918 bleef het gebied Fins, op het gebied rond Vsevolozjsk in het zuidwesten na.
Na de Winteroorlog moest Finland de Karelische Landengte bij de Vrede van Moskou in 1940 afstaan aan de Sovjet-Unie. Ruim een jaar later begon vrijwel tegelijk met de Duitse Operatie Barbarossa de Vervolgoorlog en al snel werden de verloren gebieden heroverd. Op 9 juni 1944 openden de Russen echter een tegenoffensief en een maand later was het gebied bijna helemaal herwonnen.
Bij de Vrede van Parijs erkende Finland de grenzen van 1940 en sindsdien hoort de Karelische Landengte tot het oblast Leningrad en zijn de meeste Finse plaatsnamen vervangen door Russische.